# Vitória SC
Nezaměňovat s jiným portugalským fotbalovým klubem Vitória FC.
Vitória Sport Clube, známá též jako Vitória Guimarães, je portugalský sportovní klub z města Guimarães založený roku 1922. Známý je především fotbalový oddíl, který se pokouší v portugalské lize konkurovat „velké trojce“ (Benfica, Porto, Sporting).
Na domácí scéně je jeho největším úspěchem 2. místo v lize v sezóně 2006/07 a zisk portugalského Superpoháru v roce 1988. Do evropských pohárů se klub poprvé probojoval v sezóně 1983/84, kdy v prvním kole Poháru UEFA vypadl s Aston Villou. Již v sezóně 1986/87 však klub zažil svůj největší mezinárodní úspěch, když prošel až do čtvrtfinále Poháru UEFA přes Spartu Praha, Atlético Madrid a FC Groningen. Cestu mu zahradila až Borussia Mönchengladbach. V další sezóně se klub zastavil ve 3. kole Poháru UEFA – tentokrát na českého soupeře nestačil a byl vyřazen Vítkovicemi. V dalších letech už se mu delší tažení pohárem nepodařilo. Do Ligy mistrů se prvně podíval v sezóně 2008/09, v předkole nestačil na FC Basilej.
Od léta 2020 tým trénuje bývalý portugalský reprezentační fotbalista Tiago Mendes.

## Úspěchy
- 1× vítěz portugalského fotbalového poháru (2012/13)[2][3]
- 1× vítěz portugalského Superpoháru (1988)